# Sárgahasú csíz
A sárgahasú csíz (Spinus xanthogastra) a madarak (Aves) osztályának verébalakúak (Passeriformes) rendjébe, a valódi pintyfélék (Fringillidae) családjába és a Spinus nemzetségbe tartozó madárfaj.

## Megjelenése
A sárgahasú csíz egy kistestű madár, 10,5 cm hosszú, és 12 g a súlya. Az élénk sárga hasán, a tollak szélein és a szárnyak találkozásánál élénksárga hímek ezen kívül teljesen feketék. A tojó háta sötét olívazöld, alsó része fakó citromsárga, mely a hasánál élénkbe vált át. Farka és szárnyai feketések, elsődleges szárnydíszítése pedig élénk citromsárga. A fiatal madarak a tojóra hasonlítanak, a szárnyaik széle sötétebb, a sárga foltok pedig kisebbek rajtuk.

## Elterjedése
Költési területe Costa Ricától délre, egészen Ecuadorig, Bolívia magaslati részeiig, Venezuela északi területeiig terjed.
A sárgahasú csíz hegyvidéki tölgyerdőkben fészkel, nagyjából 800–3000 m tengerszint feletti magasságban. 

## Szaporodása
Az alacsony fészket gyökérnyúlványokból, fakéregből és zuzmóból készíti, tisztáson álló, alacsony fa sűrű lombjában, a földtől 2,4–3,7 m magasan. A két vagy három, zöldes színű fehér tojást áprilisban vagy májusban rakják le, és a tojó vigyáz rájuk. Bár ez a faj nem vonul el évente más területre, mikor nem költenek, gyakran vándorolnak.